# Diecezja Quixadá
Diecezja Quixadá (łac. Dioecesis Quixadensis) – diecezja Kościoła rzymskokatolickiego w Brazylii. Należy do metropolii Fortaleza, wchodzi w skład regionu kościelnego Nordeste I. Została erygowana przez papieża Pawła VI bullą Qui summopere w dniu 13 marca 1971.